# Branko Kostić
Branko Kostić (em sérvio cirílico: Бранко Костић; Rvašima, 28 de agosto de 1939 – 20 de agosto de 2020) foi um político sérvio-montenegrino. Atuou como Presidente da Presidência da República Socialista de Montenegro de março de 1989 a dezembro de 1990, e depois como presidente interino da Presidência da República Socialista Federativa da Iugoslávia de 6 de dezembro de 1991 a 15 de junho de 1992. Foi membro da Liga dos Comunistas de Montenegro até 1990, depois que se juntou ao novo Partido Democrático dos Socialistas de Montenegro. Em 16 de maio de 1991, se tornou um membro da Presidência Coletiva da República Socialista Federativa da Iugoslávia.
Foi um defensor intenso da unidade sérvio-montenegrina. Quando um repórter perguntou-lhe qual era a diferença entre montenegrinos e sérvios, ele respondeu: "a grande maioria dos montenegrinos podem afirmar que são sérvios, enquanto a grande maioria dos sérvios não podem dizer que são montenegrinos"
Morreu no dia 20 de agosto de 2020.